# Vonmuli
Vonmuli es una isla deshabitada en las Maldivas. Se encuentra cerca de un arrecife de coral y tiene una playa de arena, con una espesa vegetación de palmeras en su interior. La isla es propiedad de Vermilion International, una empresa con sede en las Islas Maldivas.